# Nagyezsda (műhold)
A Nagyezsda (oroszul: Надежда, magyar jelentése: remény) szovjet navigációs műhold, amely a KOSZPASZ-SARSAT műholdas tengeri mentőrendszer szovjet szegmensének is része volt. GRAU-kódja: 17F118. Mint navigációs műhold a Cikada műholdas navigációs rendszerhez tartozott. 2009-től a Sztyerh típusú műholdakkal kezdték el felváltani.

## Története
A műholdat az Alkalmazott Mechanikai Tudományos Termelési Egyesülés (NPO PM) fejlesztette ki az 1970-es évek végén, az 1980-as évek elején, és a sorozatgyártást is ez a vállalat végezte. A műhold a Cikada rendszer (a Ciklon rendszer polgári célú változata) navigációs műholdjaihoz is használt KAUR–1 platformon alapult. A Cikada műholdaktól eltérően a Nagyezsda műholdakon a KOSZPASZ-SARSAT tengeri kutató-mentő rendszer transzpondereit is elhelyezték. Az első Nagyezsda műholdat 1982-ben indították. Az első három műhold még Koszmosz sorozatjelzést viselt. 1989-től áttértek a Nagyezsda névből és sorszámból álló jelzésre. Összesen 10 műholdat állítottak pályára. Az utolsó műholdat, a Nagyezsda–7-t 2002-ben indították.

## Jellemzői
A KAUR–1 műholdplatformon alapul. A műhold központi eleme egy hengeres, nyomásálló műszertartály, melyet egy nagyobb átmérőjű hengeres palást vesz körül. Ezen találhatók az energiaellátást biztosító napelemek és a hőszabályozó rendszer radiátorai. A műhold tömege 820 kg. Passzív műhold, pályakorrekciós hajtóművel nem rendelkezett. Orientációját gravitációs-mágneses elven biztosították.
A műholdakat nagy, 82,9° körüli hajlásszögű, kis excentritású, közel kör alakú alacsony Föld körüli pályára állították, a pályamagasság 950–1000 km körüli. A sorozat összes műholdját Pleszeckből indították Koszmosz–3M hordozórakétával.

## Pályára állított műholdak
| Indítás ideje        | Jelzés        | NSSDC ID  | GRAU-kód | Perigeum (km) | Apogeum (km) | Keringési idő (min) | Hajlásszög (°) |
| -------------------- | ------------- | --------- | -------- | ------------- | ------------ | ------------------- | -------------- |
| 1982. június 30.     | Koszmosz–1383 | 1982-066A | 11F643N  | 1004          | 1041         | 105,4               | 83,0           |
| 1982. március 24.    | Koszmosz–1447 | 1983-021A | 11F643N  | 956           | 1010         | 104,8               | 82,9           |
| 1984. június 21.     | Koszmosz–1574 | 1984-062A | 11F643N  | 985           | 1021         | 105,0               | 83,0           |
| 1989. július 4.      | Nagyezsda–1   | 1989-050A | 17F118   | 979           | 1026         | 104,9               | 83,0           |
| 1990. február 27.    | Nagyezsda–2   | 1990-017A | 17F118   | 975           | 1032         | 104,9               | 83,0           |
| 1991. március 12.    | Nagyezsda–3   | 1991-019A | 17F118   | n/a           | n/a          | n/a                 | n/a            |
| 1994. július 14.     | Nagyezsda–4   | 1994-041A | 17F118   | 977           | 1018         | 104,7               | 82,9           |
| 1998. december 10.   | Nagyezsda–5   | 1998-072A | 17F118   | 981           | 1016         | 105,0               | 82,8           |
| 2000. június 28.     | Nagyezsda–6   | 2000-033A | 17F118   | 677           | 703          | 98,7                | 98,12          |
| 2002. szeptember 26. | Nagyezsda–7   | 2002-046A | 17F118M  | 987           | 1022         | 102,0               | 83,0°          |